# Wien-effektus
Wien-effektusnak nevezik a fizikai kémiában azt a jelenséget, amikor nagy (104–105 V/cm) elektromos térerősség hatására megnövekszik az elektrolitoldatok vezetőképessége illetve mobilitása. A jelenséget először Max Wien írta le. A Debye-Hückel-Onsanger elmélet alapján a Wien-effektus kvalitatívan egyszerűen magyarázható: nagy térerősség esetén ugyanis az ionok mozgása olyan nagy lesz, hogy ionatmoszféra már egyáltalán nem tud kialakulni, így annak fékező hatása sem érvényesülhet. 

## Wien-effektus erős elektrolitoldatokban
Poole mutatott rá, hogy az elektromos vezetés eltérhet az Ohm-törvénytől szilárd vezetőkben, majd később Wien hasonló jelenséget mutatott ki elektrolitokban. Mindkét jelenségre jellemző, hogy a térerősség gradiensének (térbeli változásának) növekedtével a együtt nő a vezetőképesség is. Ez egyrészt az ionatmoszféra sérülésének[pontosabban?], másrészt a disszociáció során kialakuló kinetikai változásoknak köszönhető. Az utóbbi hatás gyenge elektrolitoldatokban még szembetűnőbb. A jelenség leírását először Onsanger adta közre, majd ezt pontosította Joos és Blumentritt.

### Első- és második Wien-effektus
Erős elektrolitok oldatai vezetésének a változása nagy erősségű elektromos tér hatására az előbbiek szerint jól magyarázható az ionatmoszféra fékező hatásának csökkenésével illetve megszűnésével (első Wien-effektus). A gyenge elektrolitok oldataiban azonban adott erősségű elektromos tér hatására sokkal nagyobb a vezetés növekedése, mint hasonló töltésszámú erős elektrolitok oldataiban (második Wien-effektus).  Gyenge elektrolitok vezetésében tapasztalható nagymértékű változás annak tudható be, hogy a nagy sebességű ionok ütközése nemdisszociált molekulákkal elősegítik ezek disszociációját, majd ütközések hatására a disszociációs egyensúly az ionok keletkezésének irányába tolódik el.
Elegendően nagy frekvenciájú váltóáram hatására az elektrolitoldatok moláris fajlagos vezetőképessége szintén megnövekszik.Ezt a hatást Debye és Falkenhagen jósolta meg a Debye-Hückel-Onsanger elmélet alapján. A frekvenciaeffektus (Debye–Falkenhagen-effektus) következtében tapasztalható vezetésnövekedés közelítőleg 1/3-a a Wien-effektusnál mutatkozó vezetésnövekedésnek.